# Kritischer Regionalismus

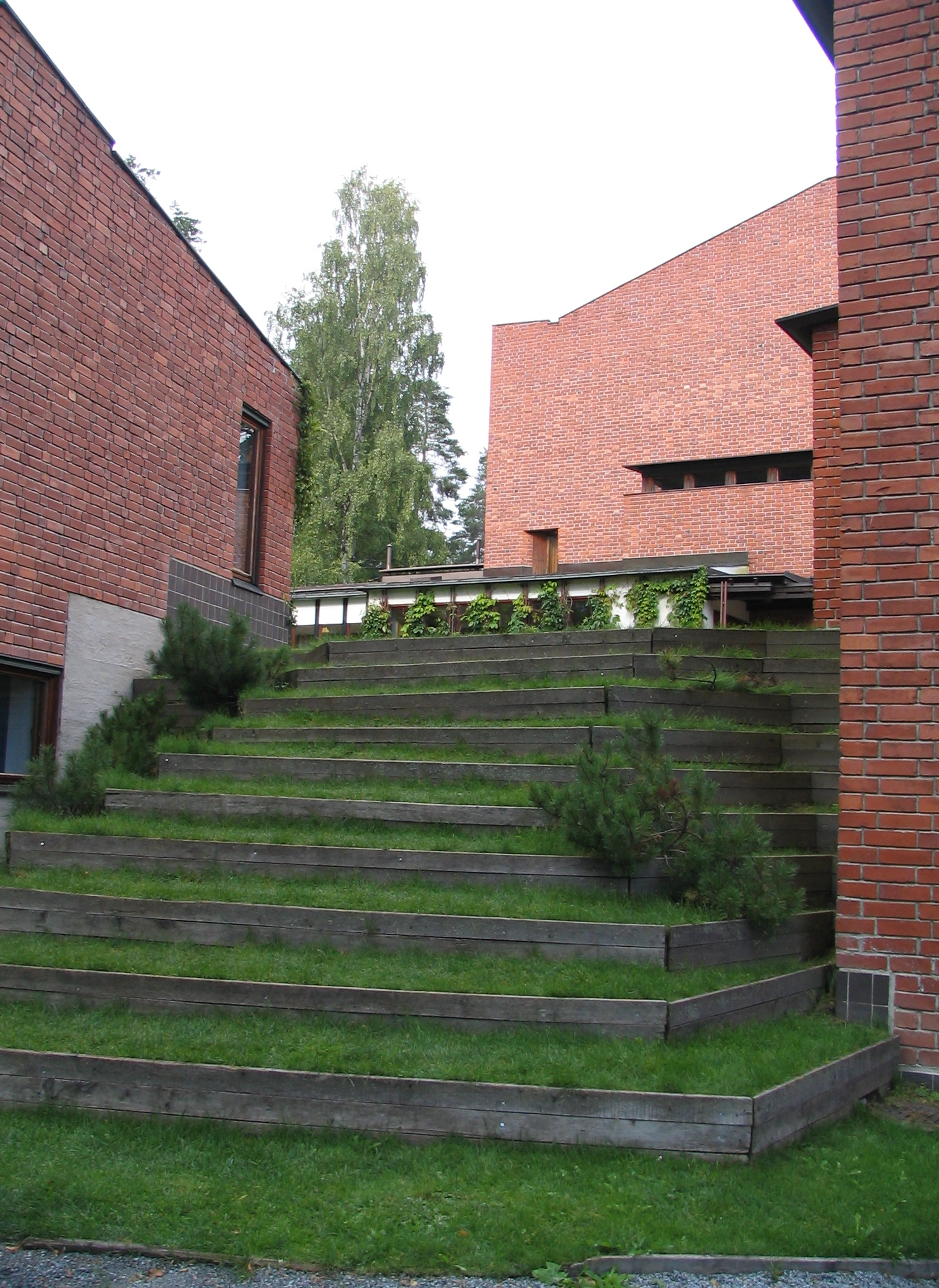
Rasentreppe des Rathauses von Säynätsalo von Alvar Aalto, 1952

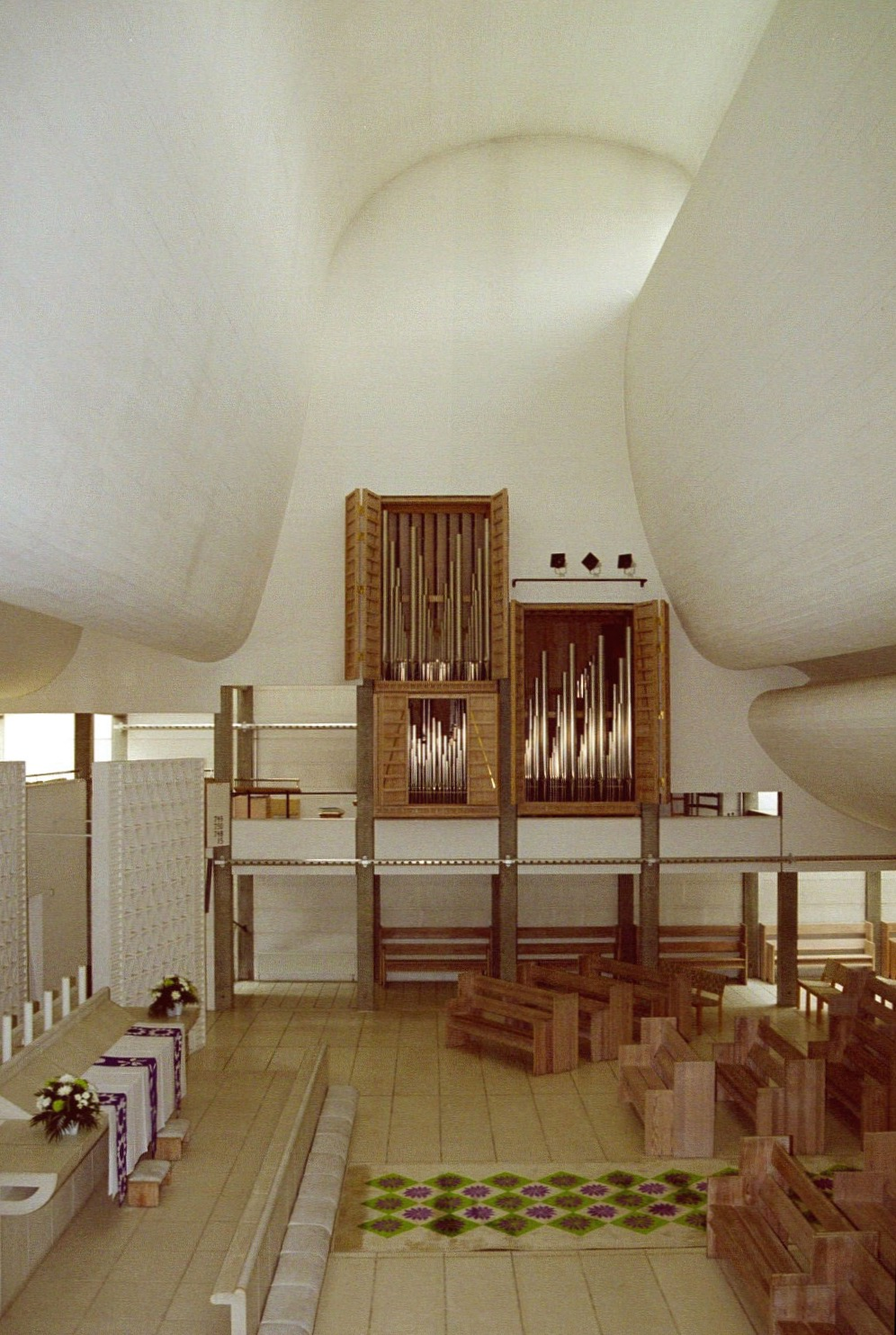
Kirche von Bagsværd von Jørn Utzon, 1973–76

Der kritische Regionalismus ist eine Richtung der modernen Architektur, die funktional regionale Besonderheiten im Entwurf berücksichtigt. Allgemein strebt der kritische Regionalismus eine Relokalisierung der Moderne an und ist eine späte Gegenbewegung zum sogenannten Internationalen Stil.

## Geschichte
Der Begriff wurde erstmals von Alexander Tzonis und Liane Lefaivre gebraucht, die damit das Werk des Architektenpaars Dimitris und Suzana Antonakakis und ihrem Büro Atelier 66 beschrieben, wo im Entwurf des Appartementhauses Emannouil-Benaki-Straße 118 von 1975 in Athen die Kleinteiligkeit der Besiedelung der griechischen Inseln aufgenommen wurde. In dem Gebäude ist jede Wohnung anders geschnitten, teilweise mit unterschiedlichen Deckenhöhen. Das Treppenhaus ist auf das ganze Haus verteilt. Kenneth Frampton griff mit Bezug auf Tzonis das Beispiel und den Begriff in seinem Standardwerk Die Architektur der Moderne sowie dem Buch Towards a Critical Regionalism: Six points for an architecture of resistance auf und der Begriff fand allgemein Einzug in die Architekturgeschichte.
Ex post wurden dem Begriff auch frühere Bauten zugeordnet, die sich durch ihre starke regionale Bindung hervorheben, wie beispielsweise das Werk Alvar Aaltos, in welchem die  finnische Landschaft und die lokalen Bautraditionen Berücksichtigung finden. Als eine Gefahr des Kritischen Regionalismus wird gesehen, dass er als Argument formaler Spielereien herhalten soll. „Kritischer Regionalismus lasse sich leicht durch den Postmodernismus kolonisieren, wie das Schicksal einiger Architekten illustriere“ schrieb 1990 die Zeitschrift Archithese.

## Zuordnung
Dem kritischen Regionalismus wird unter anderem das Werk folgender Architekten zugeordnet:
- Alvar Aalto
- Bernardo Bader
- Mario Botta
- Charles Correa
- Rainer Greschik
- Aris Konstantinidis
- Rafael Moneo
- Glenn Murcutt
- Juhani Pallasmaa
- Dimitris Pikionis
- Raj Rewal
- Álvaro Siza
- Luigi Snozzi
- Jørn Utzon
- Peter Zumthor